# Дюбюк, Жюльен
Жюльен Дюбюк (фр. Julien Dubuque, 10 января 1762, Сен-Пьер-ле-Беке, Новая Франция — 24 марта 1810, Дубьюк, США) — франкоканадский первооткрыватель, колонист, торговец и предприниматель. Дюбюк был первым европейцем, поселившимся на территории современного штата Айова, США, дав начало названному впоследствии в его честь городу Дубьюк.

## Биография
Жюльен Дюбюк родился и был крещён 10 января 1762 года в Сен-Пьер-ле-Беке, (дистрикт Труа-Ривьер), в семье колонистов нормандского происхождения. Он получил хорошее образование в приходской школе, а затем в Сореле и свободно говорил на английском языке, вдобавок к родному французскому. Дюбюк с молодых лет был связан с торговлей с индейцами, за счёт работы клерком в Мишилимакино, а с 1783 или 1785 года — в Прери-дю-Шьен, где он занимался коммерцией по Миссисипи вместе со своим братом Огюстеном. Дюбюку быстро удалось заслужить доверие и уважение со стороны индейцев, в частности, племени месквоков. Он прекрасно знал их обычаи и традиции и обладал значительным влиянием на них. Среди индейцев он был известен как «Маленькая Ночь» (фр. Petite Nuit) из-за соответствующей комплекции и тёмного цвета волос.
22 сентября 1788 года Дюбюк и вождь месквоков Аквоква (фр. Aquoqua) заключили соглашение о передаче французу участка земли на западном берегу Миссисипи площадью 7 на 3 льё (около 500 км²). Причиной передачи земли стало обнаружение в 1780 году значительных залежей свинца в этой местности женой индейского вождя Пеосты; Дюбюк, узнав об этом, использовал всё своё влияние на индейцев для получения земли в собственность. Сегодня на этом участке, названном французом «Испанскими рудниками» (фр. Mine Espagnole), располагается город Дубьюк, названный в честь основателя. Условия сделки, достоверно известные благодаря сохранившемуся документу, были весьма расплывчаты и предполагали расширение территории в случае неудачи на этом участке. В 1796 году этот договор был подтверждён испанскими властями в Новом Орлеане.
Шахтёрское поселение Дюбюка имело кузницу, плавильную печь, лесопилку, торговый пост и хижины, в которых проживали работники франкоканадского происхождения. Индейцы-месквоки, жившие неподалёку, тоже участвовали в горно-добывающей деятельности. Свинец плавили на месте, а затем отправляли по Миссисипи в Сент-Луис. Благодаря своему предприятию Дюбюк входил в высшие круги Сент-Луиса, где посещал светские приёмы и покупал предметы роскоши для себя и своих друзей-месквоков. Будучи очень образованным человеком, он собрал в своём поместье библиотеку, включавшую в себя энциклопедии, словари, труды таких видных авторов как Монтескьё, различные литературные произведения и карты. Испанские рудники представляли собой редкий и первый на территории Айовы пример совместного поселения европейцев и индейцев. Принято считать, что Дюбюк женился на Потосе (фр. Potosa), дочери вождя месквоков Пеосты, известной в сохранившихся документах как госпожа Дюбюк (фр. Madame Dubuque).
В октябре 1804 года Дюбюк был вынужден передать половину участка Огюсту Шуто (фр. Auguste Chouteau) из Сент-Луиса в счёт уплаты долгов. Эта договорённость также предусматривала переход остальных его земель Шуто или его наследникам после смерти Дюбюка. В 1806 году, после Луизианской покупки, американские власти подтвердили права Дюбюка на Испанские рудники, однако вскоре после его смерти сделка была оспорена и в 1854 году после более 40 лет тяжбы признана недействительной Верховным судом США.

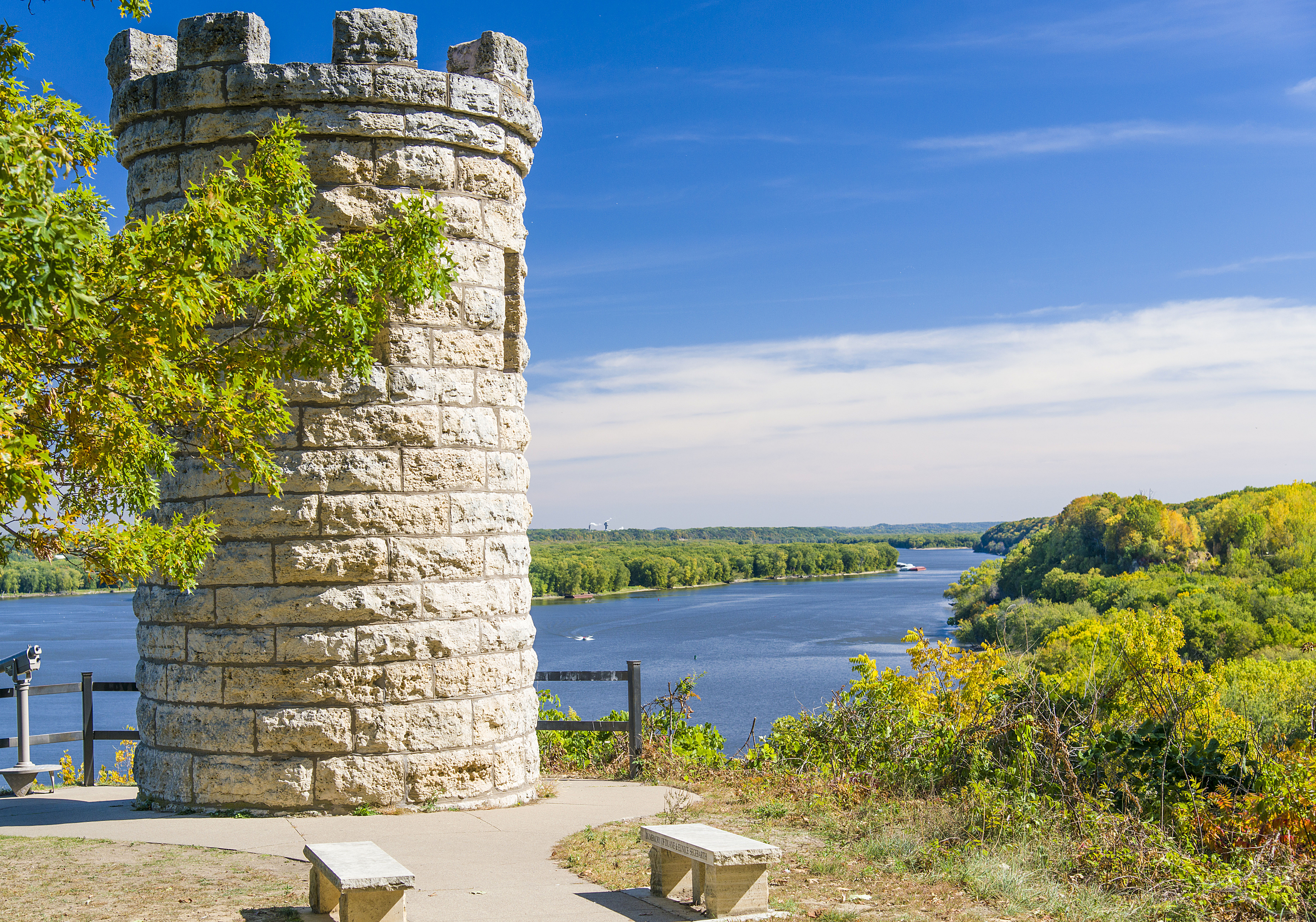
Монумент на месте захоронения Жюльена Дюбюка

Дюбюк скончался 24 марта 1810 года, не оставив потомков. Он был похоронен на утёсе у реки Катфиш-Крик. На деревянном кресте была вырезана эпитафия «Шахтёр Испанских рудников» (фр. Mineur des Mines d’Espagne), а вскоре над могилой была построена хижина из брёвен с окном на запад в соответствии с традициями месквоков. В 1897 году Ассоциацией ранних поселенцев (англ. Early Settlers' Association) на месте захоронения была воздвигнута башня в качестве дани уважения человеку, чья деятельность помогла сблизить коренное население с европейцами.